# Sowica białolica
Sowica białolica (Ninox albifacies) – gatunek wymarłego ptaka z rodziny puszczykowatych (Strigidae). Była endemitem Nowej Zelandii. Występowała powszechnie w całym kraju przed przybyciem osadnictwa europejskiego do Nowej Zelandii w 1840.

## Systematyka
Sowica białolica była jednym z dwóch, obok sowicy ciemnolicej (Ninox novaeseelandiae), gatunków sów w Nowej Zelandii, gdzie była endemitem.
Przez Europejczyków odkryta tuż po ich dotarciu do Nowej Zelandii w 1840, stała się szybko bardzo popularnym ptakiem łownym ze względu na charakterystyczny głos. Okazy zebrane na miejscu były wysyłane do Muzeum Brytyjskiego, gdzie opis naukowy tego gatunku autorstwa George’a Roberta Graya opublikowano w 1844. Gray początkowo umieścił gatunek w rodzaju Athene jako Athene albifacies. Kilka lat później, w 1848 Johann Jakob Kaup umieścił ją w nowym rodzaju Ieraglaux, w podrodzaju Sceloglaux. Następnie podniesiono (między innymi Walter Buller) rangę Sceloglaux do osobnego rodzaju. Z analizy filogenetycznej przeprowadzonej przez Wooda i współpracowników (2017) wynika, że gatunki zaliczane do rodzaju Ninox nie tworzą kladu, do którego nie należałaby także sowica białolica; na tej podstawie autorzy synonimizują rodzaj Sceloglaux z rodzajem Ninox i przenoszą sowicę białolicą do rodzaju Ninox.
Gray opisał gatunek na podstawie okazu zebranego w pobliżu Waikouaiti na Wyspie Południowej. Nie znając okazów z Wyspy Północnej, nie wyróżnił podgatunków.

### Etymologia nazwy naukowej i zwyczajowej
Naukowa nazwa gatunkowa albifacies znaczy: o białej twarzy, białolica (łac. albus – biały; facies – oblicze, wygląd), stąd też polska nazwa zwyczajowa tego gatunku. Podobne znaczenie ma mniej powszechna w języku angielskim nazwa zwyczajowa: White-faced Owl (pol.: sowa białotwarzowa, sowa białolica). Znacznie powszechniejsza angielska nazwa zwyczajowa – Laughing Owl (pol.: śmiejąca się sowa) pochodzi od charakterystycznego odgłosu wydawanego przez tę sowę. Przez rdzenną ludność Nowej Zelandii – Maorysów określana jest nazwą: Whēkau lub (rzadziej) Hakoke i Kakaha.

## Charakterystyka

### Morfologia
Upierzenie sowicy białolicej było żółtawo-brązowe prążkowane na przemian kolorem ciemnobrązowym. Miała białe paski na łopatkach i niekiedy na karku. Pióra pokrywy były białe i ostro zakończone. Na skrzydłach i ogonie miała jasnobrązowe paski. Palce i spód stopy koloru czerwonawo-bladożółtego – palce ponadto pokryte długimi, szczeciniastymi piórami, a spód stopy wieloma małymi kolcami. Szlara była biała i sięgała za i pod oczy, zanikając, przechodziła do szarobrązowych prążków. Młode miały ciemniejszą szlarę. Niektóre osobniki były bardziej rude, z brązową szlarą; ta różnica początkowo tłumaczona była osobnymi podgatunkami, jednak prawdopodobnie świadczy ona o indywidualnej zmienności. Są oznaki, że samce miały częściej formę kolorystycznie bogatszą niż samice (np. okaz OÖLM 1941/433 z Oberösterreichisches Landesmuseum w Linzu w Austrii). Oczy były ciemnobrązowe, duże i raczej wydatne. Dziób koloru kości słoniowej. Szpony również koloru kości słoniowej z ciemnymi końcami. Powieki były szare. Długość ciała wahała się od 35,5 do 40 cm. Falla et al. podaje średnią długość „lecącego ptaka – od czubka dzioba do czubka ogona” równą 37,6 cm. Z kolei Buller odnotował samicę o długość ok. 44 cm, a Potts podaje długość trzech okazów – 38,8 cm (okaz typowy Graya), 41,6 cm (okaz z Dunedin Museum) oraz 43,8 cm. Długość skrzydła wahała się od 26 do 33 cm, a długość dzioba od 3,4 cm. Skok od 6,1 do 8,6 cm. Gurney odnotował rozpiętość skrzydeł równą 70 cm u świeżo schwytanego okazu. Masa ciała wynosiła około 600 g. Samce były mniejsze od samic.

## Występowanie i podgatunki
Sowica białolica była szeroko rozpowszechnionym ptakiem na obu wyspach głównych Nowej Zelandii i na Wyspie Stewart/Rakiura (znana tam z zebranych okazów) oraz na Wyspach Chatham (znana tam z odkrytych kości).
Sowa ta w przeciwieństwie do drugiej nowozelandzkiej sowy, która zasiedla wnętrza kompleksów leśnych, preferowała raczej tereny otwarte – głównie tereny skaliste oraz skraje nizinnych lasów deszczowych. Była spotykana także w leśnych dystryktach Wyspy Północnej. Na Wyspie Północnej okazy mniejszego podgatunku N. a. rufifacies były rzekomo zebrane z dystryktów leśnych wulkanu Taranaki/Egmont (w 1856) lub Wairarapa (w 1868); niejasna historia drugiego i ewentualne zniknięcie obu podgatunków prowadzi do podejrzeń, że ptak mógł nie występować w ogóle na Wyspie Północnej (nie zebrano tam nigdy żadnego okazu). Hipoteza ta została jednak obalona po odkryciu wielu kości tej sowy na Wyspie Północnej. Raporty o spotkaniu ptaka pochodziły z okolic miasta Porirua oraz miasta Te Karaka, leżącego w pobliżu Auckland w północnej części tej wyspy; zgodnie z maoryską tradycją, gatunek ten po raz ostatni występował w rejonie Te Urewera (na północny wschód od jeziora Taupō).
Na Wyspie Południowej większy, nominatywny podgatunek N. a. albifacies zasiedlał nizinne dystrykty z lasami deszczowymi, wliczając regiony: Nelson, Canterbury i Otago. Był także spotykany w górach centralnej części wyspy i przypuszczalnie w regionie Fiordland. Podgatunek ten występował także na Wyspie Stewart/Rakiura, skąd zebrano jego okazy około 1881 roku. Z odkrytych kości wiadomo, że występował on także na Wyspach Chatham.
Trevor H. Worthy odnotował 57 okazów ciał i 17 okazów jaj w publicznych kolekcjach na całym świecie. Podsumował, że jedynymi okazami, które mogły być brakującym holotypem podgatunku N. a. rufifacies był okaz NHMW 50.809 lub ten z Universidad de Concepción.
Greenway wspomina o okazach z Cambridge (Massachusetts) (prawdopodobnie z Harvard Museum of Natural History) i Edynburga (Royal Museum), które mogą być pominięte w publikacji Worthy’ego.
| Wyróżniane podgatunki                                                  | Wyróżniane podgatunki                                    | Wyróżniane podgatunki |
| ---------------------------------------------------------------------- | -------------------------------------------------------- | --------------------- |
| N. a. albifacies (G.R. Gray, 1844) Voy. ErebusTerror 1 Birds p.2 pl.1. | Podgatunek nominatywny. Wyspa Południowa, Nowa Zelandia. |                       |
| N. a. rufifacies (Buller, 1904) „Ibis” p.639                           | Wyspa Północna, Nowa Zelandia.                           |                       |

## Tryb życia i zachowanie
Jej dieta była różnorodna, od chrząszczy i wet przez ptaki i gekony ważące powyżej 250 gramów, a później także przywleczone przez człowieka szczury i myszy. Sowica białolica była typowym przykładem ptaka polującego na zwierzęta ziemne, chwytając łup szponami, preferując polowanie z powietrza.
Wiedza na temat jej diety i zmienności tej diety w czasie jest zachowana w skamieniałych osadach jej wypluwek. Wypluwki te były skarbem dla paleobiologicznych badań nowozelandzkich późnoplejstoceńskich i holoceńskich społeczności zwierzęcych, tworząc skupienia doskonale zachowanych kości: „28 gatunków ptaków, hatterii, trzech żab, przynajmniej czterech gekonów, jednego scynka, dwóch nietoperzy oraz dwóch ryb, świadczące o różnorodności diety tego gatunku”, odkryte w wypluwkach z Gouland Downs (pol.: Doły Gouland), gdzie ptaki te gniazdowały.
Dieta tych sów generalnie odzwierciedlała występowanie społeczności małych zwierząt w rejonie, wliczając petrele z rodzajów Pachyptila i Halobaena, które żyły w pobliskich koloniach, bekasy auklandzkie, kākāriki, a nawet duże dżdżownice. Introdukowany do Nowej Zelandii szczur polinezyjski spowodował zmniejszenie liczby rodzimych ofiar sowicy białolicej, która jednak mogła polować na niego. Dlatego też wciąż była ptakiem względnie pospolitym, zanim przybyli europejscy osadnicy. Będąc dość duża, potrafiła także poradzić sobie z konkurencją przywleczonych przez Europejczyków szczurów wędrownych, będących przyczyną wymarcia wielu rodzimych gatunków zwierząt, na które polowała sowica; jednakże gronostaje, wprowadzone w celu kontroli zdziczałych populacji królików i kotów okazały się już zbyt dużymi konkurentami w walce o pożywienie dla tych sów.
Pojedyncze osobniki ptasiej wszy z rodzaju Strigiphilus znaleziono posożytujące na tych sowach.

### Głos
Głos Sceloglaux albifacies był opisywany jako „głośny płacz składający się z serii ponurych wrzasków, często powtarzanych”. Angielska nazwa zwyczajowa gatunku – Laughing Owl (pol.: „śmiejąca się sowa”) – pochodzi właśnie od odgłosu, który wydawała. Inne opisy jej odgłosów brzmiały: „Swoisty/Charakterystyczny hałas ... zupełnie jak szczekanie młodych psów.”; „Dokładnie tak samo, jak dwóch mężczyzn krzyczących »cooee« do siebie nawzajem z odległości.”, lub przeraźliwe ćwierkanie, słyszane tylko wtedy, gdy ptak jest w locie i głównie, gdy jest ciemno i podczas dżdżystych nocy lub tuż przed deszczem. Blackburn opisuje głos ptaka (przypuszczalnie chodzi o sowicę białolicą) składający się z dwóch jednakowo długich i intensywnych sylab kee-wee. Różnorodne gwizdanie, chichotanie i miauczenie obserwowano u ptaków trzymanych w niewoli.

## Rozród
Okres rozrodczy rozpoczynał się we wrześniu lub październiku. Gniazda były wysłane suchą trawą i leżały na gołym podłożu (ziemnogniazdowniki), na półkach skalnych, szczelinach lub pod głazami. Samica składała dwa białe, okrągławe jaja o wymiarach 44–51 x 38–43 mm. Wysiadywanie trwało 25 dni, podczas niego samiec karmił samicę siedzącą w gnieździe.

## Wymarcie
Przed latami 80. XIX w. gatunek stał się rzadki, a jego liczebność zmniejszała się w dalszym ciągu. Ostatnie osobniki z podgatunku N. a. rufifacies zostały schwytane w 1889 roku, a ostatnim odnotowanym osobnikiem (z podgatunku N. a. albifacies) był martwy ptak znaleziony w Bluecliffs Station w regionie Canterbury 5 lipca 1914 roku. Pojawiały się także później niepotwierdzone doniesienia o obserwacjach tej sowy; ostatnimi takimi przypadkami były obserwacje z Wyspy Północnej znad jeziora Waikaremoana z roku 1925 i 1927. W swojej książce The Wandering Naturalist, Brian Parkinson opisuje odnotowania sowicy białolicej w Pakahi, niedaleko miasta Opotiki (Wyspa Północna) w latach 40. XX w. Niezidentyfikowany ptak był słyszany lecąc i dając „najbardziej niespotykany dziwny płacz (wrzask), który mógł być prawie opisywany jako maniakalny” na wzgórzu Saddle Hill (Fiordland, Wyspa Południowa) w lutym 1956. W 1960 w regionie Canterbury znaleziono fragmenty jaja, które najprawdopodobniej należało do sowicy białolicej.
Przyczyny wymarcia są niejasne. Przypuszczalnie było ono spowodowane prześladowaniem – głównie z powodu odławiania modnych wówczas okazów ptaków, a także zmianami użytkowania ziemi oraz introdukcją drapieżników, takich jak koty i gronostaje. Do późnych lat XX wieku powszechnie akceptowalną była teoria, że gatunek zniknął całkowicie wskutek rywalizacji z przywleczonymi drapieżnikami o szczura polinezyjskiego, który rzekomo miał stanowić ulubione pożywienie tej sowy (pomysł zaproponowany przez Waltera Bullera). Teoria ta została jednak podana w wątpliwość, gdyż szczur polinezyjski sam jest gatunkiem introdukowanym i wydaje się mało prawdopodobne, by stał się ważnym składnikiem diety sowy białolicej, która pierwotnie polowała na małe ptaki, gady i nietoperze, później prawdopodobnie również na przywleczone myszy. Bezpośrednie drapieżnictwo na tym nieostrożnym i łagodnie usposobionym ptaku wydaje się bardziej prawdopodobną przyczyną wymarcia tego gatunku. Obszerny przegląd zmniejszania się populacji i ostatecznie zniknięcia prezentowany jest przez Williamsa i Harrisona (1972).